# Belisario Roldán
Belisario Roldán (Buenos Aires, 16 de septiembre de 1873 - Alta Gracia, provincia de Córdoba, 17 de agosto de 1922) fue político, abogado, autor teatral y periodista argentino. Fue un orador reconocido por un estilo propio y como el poeta que inmortalizó al caballo criollo. Ocupó diversos cargos públicos, como Diputado Nacional e interventor federal de la Tucumán.
Fue colaborador en distintas publicaciones literarias. Se destaca como autor afiliado al decadentismo literario, preocupado ante todo por el colorido y la musicalidad de sus escritos, y entre cuyas obras sobresalen Cuentos de amargura; los volúmenes de poesías La senda encantada; Letanías de la tarde; Bajo la toca de lino; las piezas teatrales Luz de hoguera; El mozo de suerte; La niña a la moda; El rosal de las ruinas y El puñal de los troveros.

## Biografía
Realizó sus estudios secundarios en el Colegio Nacional Central. Ingresó a la Facultad de Derecho de la Universidad de Buenos Aires en 1889 y se doctoró en Jurisprudencia en 1896. Militó en las filas de la Unión Cívica Nacional y fue elegido diputado nacional en 1902. Fue nombrado miembro correspondiente de la Real Academia Española. 
Dejó como legado cinco libros de poemas: La senda encantada, Bajo la toca de lino, Letanías de la Tarde, Llamas en la noche y Poesías completas. También cuenta su obra con dos tomos de narrativa, Cuentos de amargura (1917) y Las venas del arrabal (1920). Como dramaturgo ha escrito, Los contagios (1915), Las últimas violetas (Buenos Aires: Teatro Buenos Aires, 22 de julio de 1919) con música de Andrés Gaos Berea, El puñal de los troveros (1921), Luz de hoguera, Cosas de París, y  El rosal de las ruinas, entre un total de 29 obras. 
En 1909 se le encomendó asistir a la inauguración del monumento al general José de San Martín en Boulogne-sur-Mer (Francia), donde pronunció una recordada pieza oratoria que comienza: "Padre nuestro que estás en el bronce".
Sus restos descansaban en el Cementerio de la Recoleta, en la Ciudad de Buenos Aires. Desde 2018 sus cenizas descansan junto a sus suegros, su esposa e hijo, en una bóveda construida en el patio de la Iglesia San Juan Bautista de la ciudad de Brinkmann, provincia de Córdoba, Argentina.